# مدونا (مریلند)
مدونا، مریلند (به انگلیسی: Madonna, Maryland) یک محدوده ثبت‌نشده در ایالات متحده آمریکا است که در شهرستان هارفورد، ایالت مریلند است.
این منطقه در تقاطع جاده ۲۳ مریلند و جاده ۱۴۶ مریلند در ۱۰٫۵ مایل (۱۶٫۹ کیلومتر) غرب - شمال غربی شهر بل ایر قرار دارد.